# CSDC2
CSDC2 (англ. Cold shock domain containing C2) – білок, який кодується однойменним геном, розташованим у людей на короткому плечі 22-ї хромосоми. Довжина поліпептидного ланцюга білка становить 153 амінокислот, а молекулярна маса — 16 786.
| 10         |  | 20         |  | 30         |  | 40         |  | 50         |
| ---------- |  | ---------- |  | ---------- |  | ---------- |  | ---------- |
| MTSESTSPPV |  | VPPLHSPKSP |  | VWPTFPFHRE |  | GSRVWERGGV |  | PPRDLPSPLP |
| TKRTRTYSAT |  | ARASAGPVFK |  | GVCKQFSRSQ |  | GHGFITPENG |  | SEDIFVHVSD |
| IEGEYVPVEG |  | DEVTYKMCPI |  | PPKNQKFQAV |  | EVVLTQLAPH |  | TPHETWSGQV |
| VGS        |  |            |  |            |  |            |  |            |

A: Аланін

C: Цистеїн

D: Аспарагінова кислота

E: Глутамінова кислота

F: Фенілаланін

G: Гліцин

H: Гістидин

I: Ізолейцин

K: Лізин

L: Лейцин

M: Метіонін

N: Аспарагін

P: Пролін

Q: Глутамін

R: Аргінін

S: Серин

T: Треонін

V: Валін

W: Триптофан

Кодований геном білок за функцією належить до фосфопротеїнів. 
Задіяний у такому біологічному процесі, як процесинг мРНК. 
Білок має сайт для зв'язування з РНК. 
Локалізований у цитоплазмі, ядрі.